# Lukas von Padua

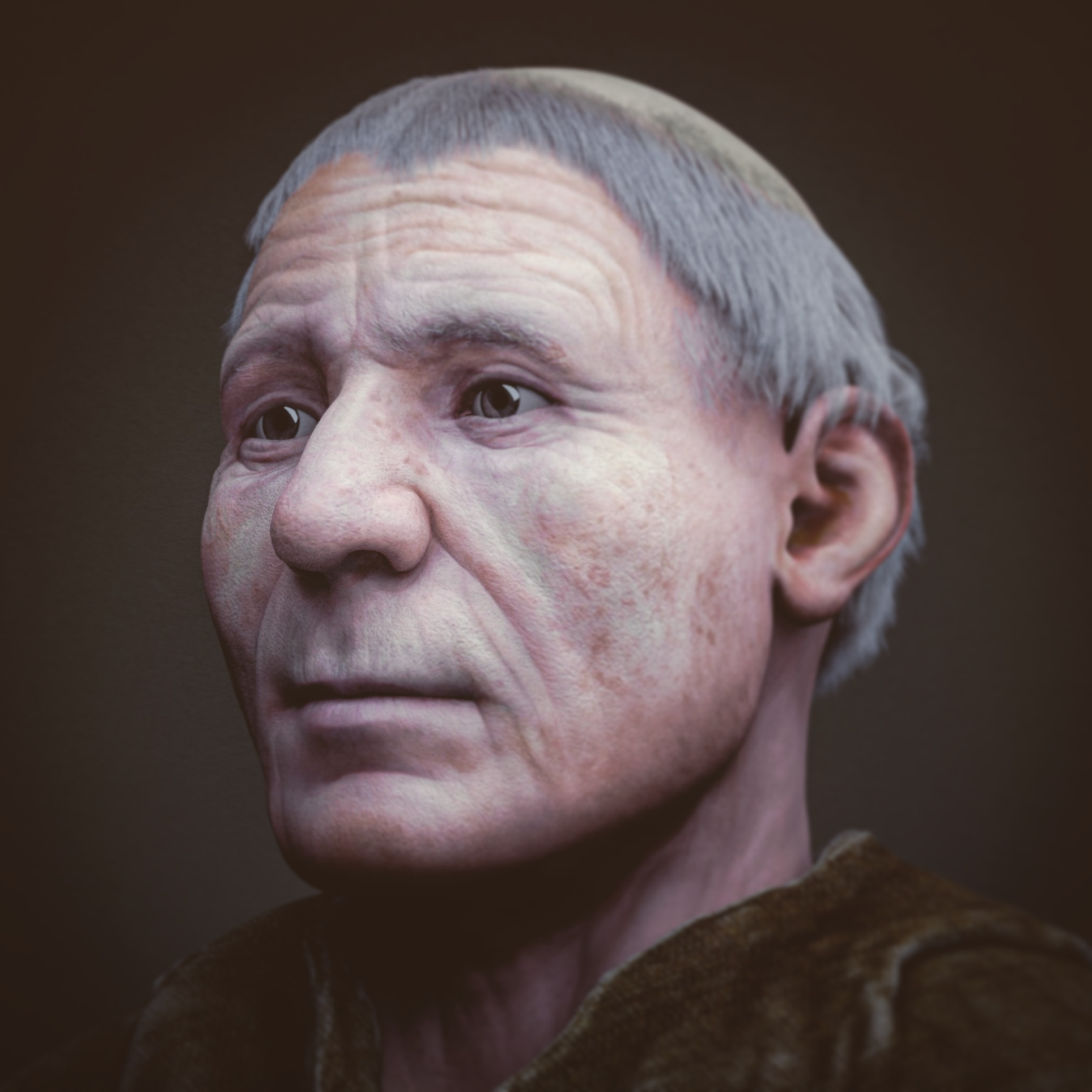
Forensische Gesichtsrekonstruktion von Luca Belludi. Ein Projekt der Universität Padua Studies, des Centro Studi Antoniani und der Forschungsgruppe Arc-Team (Italien, 11. Juni 2018)

Lukas von Padua, getauft als Luca Belludi, (* um 1200; † 17. Februar 1285 in Padua) war Schüler des heiligen Franziskus von Assisi.

## Leben

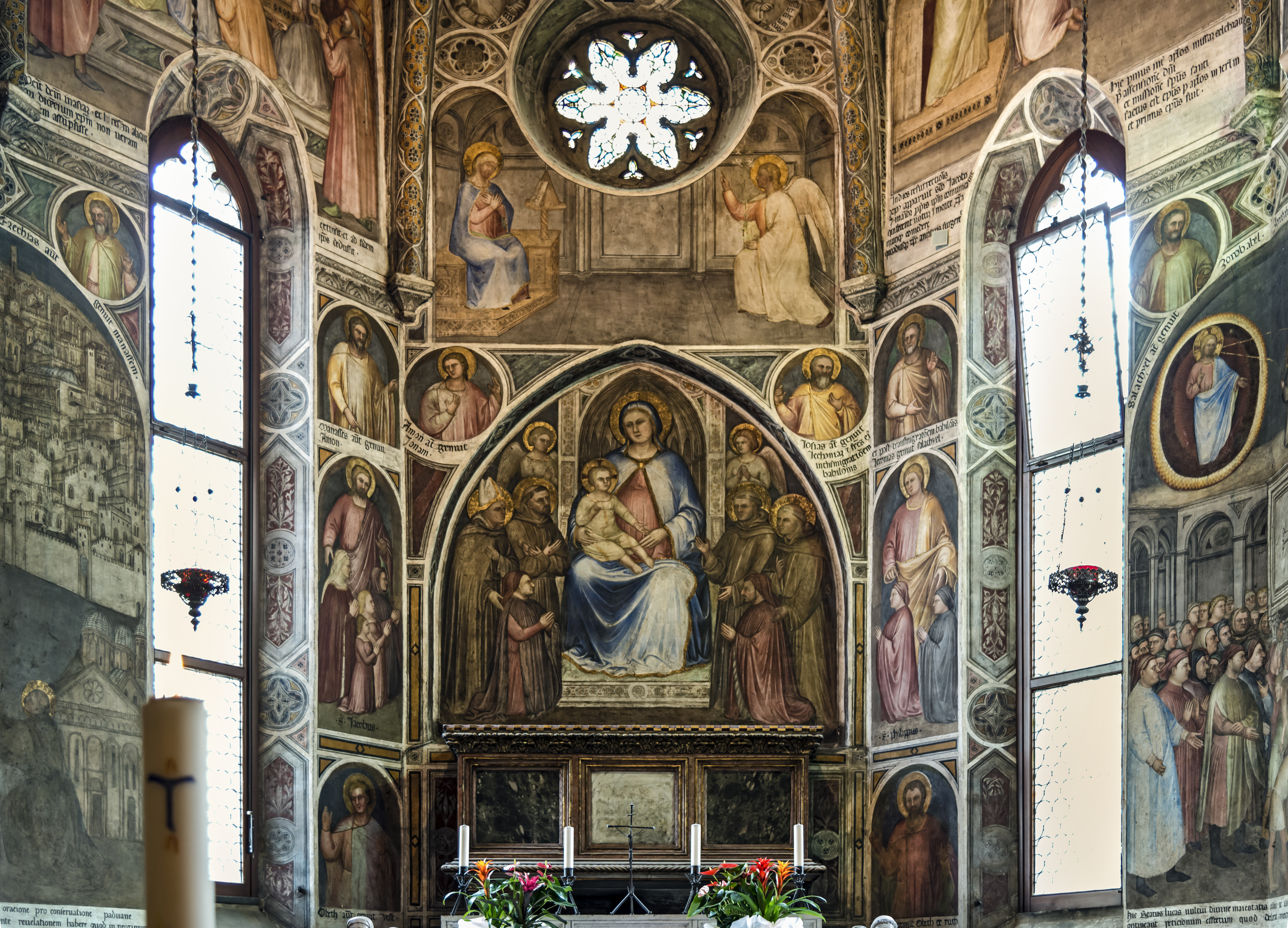
Kapelle des Seligen Lukas von Padua in der Basilika des Heiligen Antonius in Padua, Fresken von Giusto de’ Menabuoi

Lukas Belludi war Sohn einer adligen Familie und wurde um das Jahr 1220 Schüler des Franz von Assisi und war einer seiner ersten Anhänger in Padua. Antonius von Padua lernte er sieben Jahre später kennen. Bald verband die beiden eine tiefe Freundschaft und Lukas wurde ein enger Mitarbeiter von Antonius.
Lukas erwarb sich rasch selbst den Ruf eines Wundertäters und wurde von der Bevölkerung in vielen Belangen konsultiert. Er war ein begnadeter Prediger und erlangte über sein Wirkungsgebiet hinaus Bekanntheit. Als Provinzial der Franziskaner hatte Lukas wesentlichen Anteil an der Verschönerung der Antonius-Basilika in Padua. Gut einhundert Jahre nach seinem Tode wurde für ihn in der Antonius-Basilika eine Kapelle gebaut. Der Kult um Lukas von Padua erhielt sich durch die Jahrhunderte lebendig und wurde von Papst Pius XI. am 18. Mai 1927 offiziell bestätigt.